# The Ballyhoo Buster
Pour plus de détails, voir Fiche technique et Distribution.
The Ballyhoo Buster est un film américain réalisé par Richard Thorpe, sorti en 1928.

## Synopsis
Bob Warner est drogué par deux hommes à qui il vient de vendre du bétail, et il se fait dérober l'argent de la vente. Il devient bonimenteur et offre une récompense à quiconque sera capable de tenir trois rounds contre lui. Alors qu'il est sur le ring, il reconnaît dans l'assistance les deux voleurs. Il les poursuit et récupère son argent.

## Fiche technique
- Titre original : The Ballyhoo Buster
- Réalisation : Richard Thorpe
- Scénario : Frank L. Inghram[1],[2], Betty Burbridge[3]
- Photographie : Ray Ries
- Production : Lester F. Scott Jr.
- Société de production : Action Pictures
- Société de distribution : Pathé Exchange
- Pays de production :  États-Unis
- Langue originale : anglais
- Format : noir et blanc — 35 mm — 1,37:1 — Film muet
- Genre : Western
- Durée : 5 bobines - 1 464 m
- Date de sortie :
  - États-Unis : 8 janvier 1928

## Distribution
- Jay Wilsey : Bob Warner
- Peggy Shaw : Molly Burnett
- Nancy Nash : Dorothy
- Al Hart
- Floyd Shackelford
- Lafe McKee
- George Magrill : Brooks Mitchell
- Jack Richardson : Jim Burnett
- Walter Brennan
- Al Taylor